# Индекс Армса
Индекс Армса (англ. Arms Index) — рыночный технический индикатор показывающий соотношение количества выросших и упавших инструментов к их объёмам торгов.

## История и название
Индекс Армса разработал Ричард У. Армс мл. (англ. Richard W. Arms, Jr.) в 1967 году.
Первоначально индикатор назывался Краткосрочный торговый индекс Армса (TRIN; англ. Arms’ Short-Term Trading Index).
В программах технического анализа и в качестве тикера он иногда обозначается также как MKDS.

## Методика вычисления
Значение индекса Армса в любом периоде численно равно частному отношения количества растущих инструментов к количеству падающих инструментов и отношения объёмов торгов по растущим инструментам к объёму торгов по падающим инструментам:
{\displaystyle {\textit {ArmsIndex}}_{t}={\frac {\frac {{\textit {AdvancingIssues}}_{t}}{{\textit {DecliningIssues}}_{t}}}{\frac {{\textit {AdvancingVolume}}_{t}}{{\textit {DecliningVolume}}_{t}}}},}
где {\displaystyle {\textit {ArmsIndex}}_{t}} — значение индекса Армса, {\displaystyle {\textit {AdvancingIssues}}_{t}} — количество растущих инструментов, {\displaystyle {\textit {DecliningIssues}}_{t}} — количество падающих инструментов, {\displaystyle {\textit {AdvancingVolume}}_{t}} — суммарный объём торгов растущих инструментов, {\displaystyle {\textit {DecliningVolume}}_{t}} — суммарный объём торгов падающих инструментов в периоде {\displaystyle t}.

## Торговые стратегии
Аналитики исходят из того, что индекс Армса опускается ниже 1,0, если на растущие акции приходится больший объем торгов, чем на падающие (рынок находится в состоянии перекупленности) и превышает 1,0, если больший объем приходится на падающие акции (рынок находится в состоянии перепроданности).
Единой общепризнанной стратегии использования индикатора Армса не существует.
С другой стороны, методики применения индекса многочисленны и иногда противоречивы.
Однако, исследователи сходятся на том, что индекс Армса можно использовать и как трендовый индикатор и как осциллятор и даже как индикатор, указывающий на глобальные периоды долгосрочного роста.
Индикатор Армса характеризует рынок в целом, поэтому позиции следует открывать по индикативным рыночным инструментам, например, фьючерсам на индекс или индексным фондам.
При использовании в качестве трендового индикатора возможна следующая стратегия:
- Открыть длинную позицию, когда 11-дневная экспоненциальная скользящая средняя превысит 0,8.
- Закрыть длинную позицию, когда 11-дневная экспоненциальная скользящая средняя упадёт ниже 0,8.

При использовании в качестве осциллятора возможна следующая торговая стратегия:
- Открыть длинную позицию, когда 21-дневная скользящая средняя поднимется выше значения 1,1.
- Закрыть длинную позицию, когда 21-дневная скользящая средняя опустится ниже значения 0,85.

Для коротких позиций рекомендуются зеркальные стратегии.

## Связь с другими индикаторами
Ричард У. Армс мл. является также автором Индикатора лёгкости движения (EMV).